# Heiligenfurt
Heiligenfurt ist ein Gemeindeteil der Stadt Arzberg im Landkreis Wunsiedel im Fichtelgebirge (Oberfranken, Bayern).

## Geographie
Heiligenfurt ist ein Weiler und eine frühere Mühle, gelegen an der Feisnitz, rund drei Kilometer südöstlich vom Stadtzentrum entfernt. Es befindet sich am Fuß des Kohlbergs. Wenig nördlich liegt der Weiler Theresienfeld.

## Geschichte

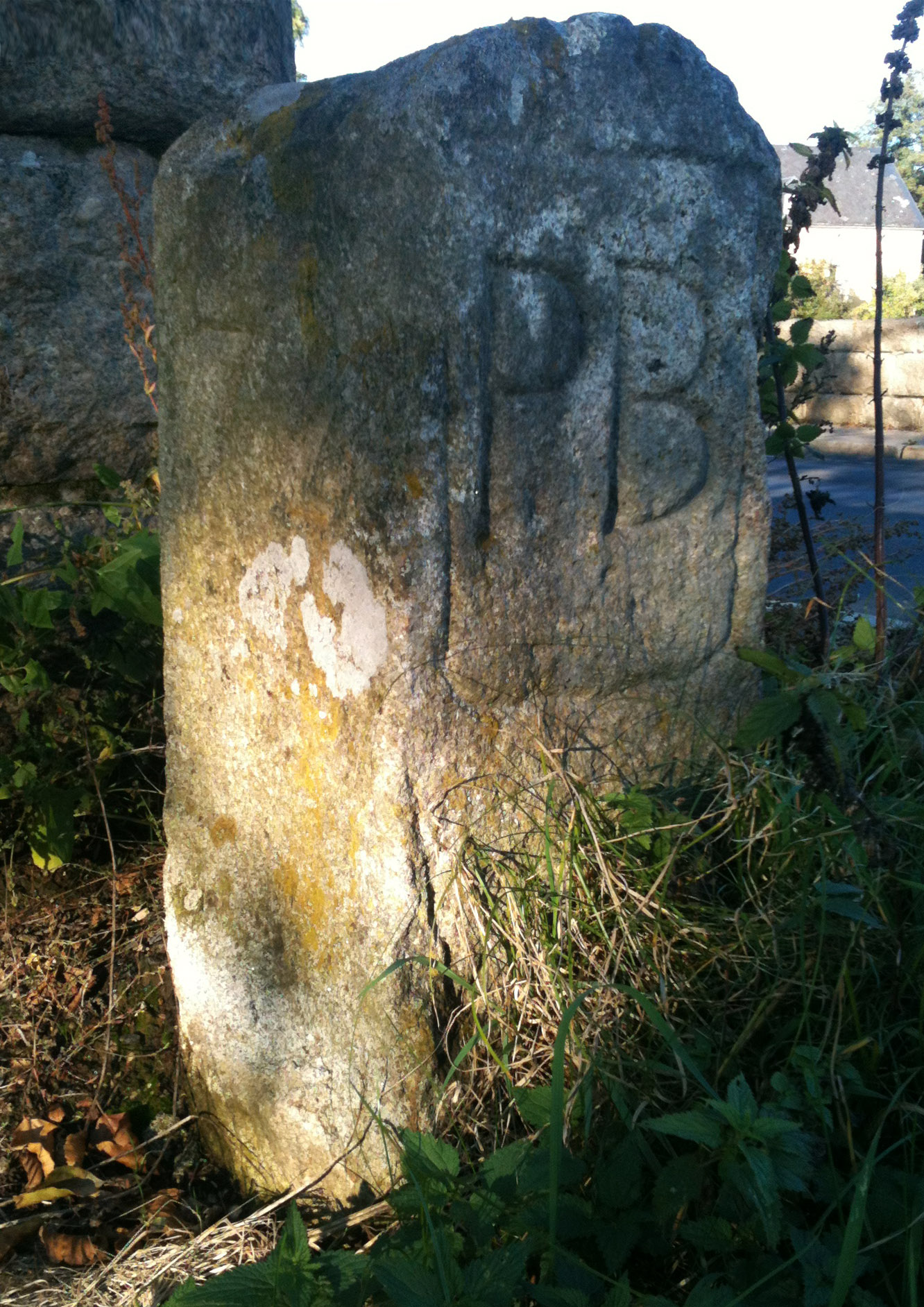
Alter Grenzstein zwischen Preußen (P) und Bayern (B) an der Feisnitz-Brücke

Der Weiler wurde im Jahre 1499 zum ersten Mal erwähnt. Zu dieser Zeit bestand bereits eine Furt über die Feisnitz, die im Jahre 1803 durch eine Brücke ersetzt wurde. Von 1792 bis 1810 verlief die Grenze zwischen Bayern und Preußen an dieser Stelle.
Einen großen Einschnitt für die Mühle stellte der Bau der Egerer Wasserleitung in den Jahren 1927 und 1928 dar, wodurch der Feisnitz Wasser entzogen wurde. Zwar erhielten die Eigentümer eine Entschädigung, jedoch war das ein Grund, die seit 1871 bestehende Gastwirtschaft sowie die zugehörige Landwirtschaft mehr in den Mittelpunkt zu rücken. Der Mahlbetrieb wurde im Jahre 1929 eingestellt und 1948 die Mühleinrichtung entfernt.
Weitere Namen der Heiligenfurter Mühle waren in der Vergangenheit Schrickermühle, Wastlmühle und Gawerermühle.
Im Zuge der Gebietsreform wurde Heiligenfurt, das zur Gemeinde Haid gehörte, am 1. Januar 1977 in die Stadt Arzberg eingegliedert.

## Verkehr
Die Staatsstraße 2176 führt nach Konnersreuth bzw. nach Arzberg.